# 环境省
環境省（日语：／ Kankyō shō */?）是日本中央省廳之一。負責地球環境保全、防止公害、废棄物對策、自然環境的保護及整備環境。

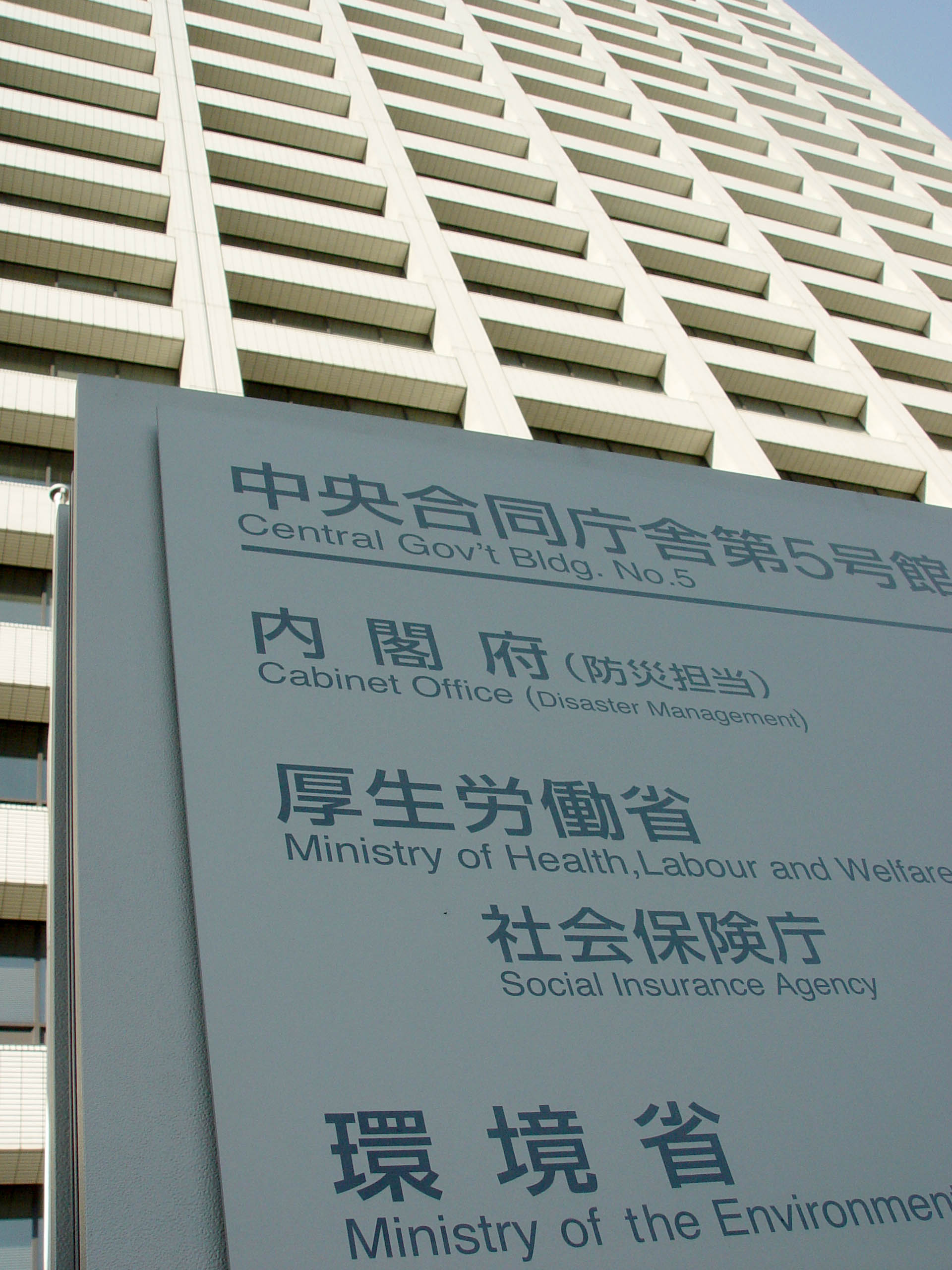
環境省（中央合同廳舍第5號館內）

## 前史、沿革
- 1956年（昭和31年）5月1日：正式發現水俣病
- 1964年（昭和39年）3月27日：閣議決定設置公害對策推進連絡會議
- 1967年（昭和42年）8月3日：公害對策基本法公布，即日施行
- 1970年（昭和45年）7月31日：內閣設置公害對策本部
- 1970年（昭和45年）11月24日：召集第64回臨時國會，成立14條公害對策法案
- 1970年（昭和45年）12月28日：佐藤首相裁定新設環境保護廳（暫稱）
- 1971年（昭和46年）7月1日：環境廳成立

由內閣公害對策本部（含總理府公害對策室）、厚生省（大臣官房國立公園部、環境衛生局公害部）、通商產業省（公害保安局公害部）、經濟企劃廳（國民生活局一部分）、林野廳（指導部造林保護課一部分）等環境相關部署合併成立
- 2001年（平成13年）1月6日：中央省廳再編，環境廳改組為環境省。厚生省移交廢棄物處理業務。
- 2005年（平成17年）10月1日：成立內部部局水、大氣環境局（日语：水・大気環境局）（環境管理局改組）與地方支分部局地方環境事務所（自然保護事務所与地方環境對策調査官事務所整合）
- 2012年（平成24年）9月19日：原子能管制委員會設置法施行，成立外局——原子能管制委員會。

## 組織

### 幹部
- 環境大臣
- 環境副大臣
- 環境大臣政務官
- 環境事務次官
- 地球環境審議官

### 內部部局
- 大臣官房（日语：環境省大臣官房）
- 綜合環境政策局（日语：総合環境政策局）
- 地球環境局（日语：地球環境局）
- 水、大氣環境局（日语：水・大気環境局）
- 自然環境局（日语：自然環境局）

### 審議會等
- 中央環境審議會（日语：中央環境審議会）
- 公害健康被害補償不服審查會
- 有明海、八代海綜合調查評價委員會
- 獨立行政法人評價委員會（日语：独立行政法人評価委員会）
- 臨時水俁病認定審查會

### 設施等機關
- 環境調查研修所（日语：環境調査研修所）

### 特別機
- 公害對策會議

### 地方支分部局
- 地方環境事務所
  - 北海道地方環境事務所
  - 東北地方環境事務所
  - 福島地方環境事務所
  - 關東地方環境事務所
  - 中部地方環境事務所
  - 近畿地方環境事務所
  - 中國四國地方環境事務所
  - 九州地方環境事務所

### 外局
- 原子能管制委員會

## 轄下法人
- 国立環境研究所
- 環境再生保全機構（日语：環境再生保全機構）
- 原子力安全基盤機構（日语：原子力安全基盤機構）

### 特殊法人
- 日本環境安全事業株式会社（日语：中間貯蔵・環境安全事業）[3]

## 幹部
以下是各部門高層管理人員。
- 事務次官：鎌形浩史
- 地球環境審議官：森下哲
- 大臣官房長：正田寬
- 大臣官房政策立案總括審議官：和田篤也
- 大臣官房環境保健部長：田原克志
- 總合環境政策統括官：中井德太郎
- 地球環境局長：近藤智洋
- 水・大氣環境局長：小野洋
- 自然環境局長：鳥居敏男
- 環境再生・資源循環局長：山本昌宏
- 次長：森山誠二